# Paolo Emilio Castagnola
Paolo Emilio Castagnola (Roma, 7 maggio 1825 – Roma, 13 marzo 1898) è stato un poeta, storico della letteratura e critico letterario italiano.

## Biografia
Paolo Emilio Castagnola trascorse qualche anno in seminario; rinunciò poi alla vocazione, ma una vena di spiritualità rimase sempre presente nelle sue opere. Tra i poeti della Scuola romana, Paolo Emilio Castagnola si occupò delle note biografiche di Giuseppe Maccari e di Ignazio Ciampi, utili per comporre il ritratto di alcuni poeti di Scuola romana. Essi si riunivano, di sera, al caffè Nuovo, a piazza San Lorenzo in Lucina (Palazzo Ruspoli), tra il 1850 e il 1870, o poco oltre. Nei loro interminabili discorsi sulla lingua e sulla letteratura, celebravano gli autori classici, ma al tempo stesso bandivano ogni riferimento al Romanticismo: non si poteva parlare né di Victor Hugo, né della poesia di Alessandro Manzoni. La poesia di Castagnola si ispira alla tradizione del Dolce stil novo e a Giacomo Leopardi. Per la sua commedia Gliceria (1864) è sembrato ad alcuni studiosi un precursore di Pietro Cossa. In prosa, Castagnola si ispira a Guinizzelli e al Cavalcanti. I suoi studi intorno all'opera di Giacomo Leopardi sono ancora attuali. Insegnò in una scuola femminile, per la quale approntò facili testi didattici. Suoi versi sono stati musicati da Francesco Viviani e da altri maestri.

## Opere

### Commedie in versi
- Gliceria o Il secolo d'Augusto: commedia togata in cinque atti e in versi, 1864.

### Novelle
- Leopoldina, 1871.
- Novelle romane, 1877.
- La prima tempesta, 1887.
- Un jeune homme comme tant d'autres, 1894 (in francese).
- Corrado, 1898.

### Poesie
- Versi, 1854.
- Concento, a cura di Giuseppe Bustelli, 1855.
- Nuove poesie, 1867.
- Nembrot: elegia drammatica, 1881.
- Poesie, 1882.
- Ultimi canti: Nozze Parisotti-Barbara, 1885.
- Versi inediti e ultimi canti, 1886.
- Tristium, 1889.
- Appendice alle reminiscenze, 1895.
- Preghiere e meditazioni, 1896.

### Poesie musicate
- Oh Dio… volesse!: stornello per mezzo-soprano o baritono, musica di Edmo Bonamici, 1877.
- Cosa è amor: stornello per mezzo-soprano o per baritono, musica di Attilio Ugolini, 1878.
- Stornello per voce di baritono, Compiacenze materne, Presso una culla, musica di Francesco Viviani, (manoscritto alla Biblioteca e Archivio musicale dell'Accademia di Santa Cecilia.
- Ho sentito cantare una sirena, post 900, musica di Alessandro Bustini.
- Che cosa ci fai tu?: stornello, s. d., musica di Francesco Viviani.

### Prose
- Della felicità: dialogo, 1865.
- Dell'ideale e del vero nell'arte: dialogo di un poeta, di un retore, e di un pittore, 1886.

### Romanzi
- In villa, 1896.

### Saggi
- Osservazioni intorno ai Pensieri di Giacomo Leopardi, 1863.
- Esposizione dei due primi canti della Divina Commedia, 1865.
- Intorno agli scritti dell'avvocato Ignazio Ciampi, 1866.
- Sei lettere intorno alla lingua e allo stile, 1867.
- Delle presenti condizioni del teatro e della poesia drammatica in Italia, 1873.
- Istituzioni di belle lettere ad uso della scuola superiore femminile, 1875.
- Cesare Fracassini, 1876
- Storia di Roma dal 1 giugno 1846 al 30 giugno 1849, 1876
- Sopra il Canzoniere di Francesco Petrarca, 1876.
- Saggio di filosofia popolare: monologhi, 1876.
- Cenno biografico di Giuseppe Maccari, 1876.
- Cenno storico della letteratura francese, 1878.
- Notizia della vita e delle opere di Ignazio Ciampi, 1881.
- Undici canti di Giacomo Leopardi, 1883.
- Intorno al Consalvo di Giacomo Leopardi: lettera di Paolo Emilio Castagnola al professor Camillo Antona-Traversi, 1889.
- I pensieri di Giacomo Leopardi, 1889.
- I canti di Giacomo Leopardi, 1893.
- I poeti romani della seconda metà del secolo 19, 1895.
- Il dramma: saggi critici, 1897.

### Traduzioni
- Dal libro intitolato "Dov'è l'Italia?": romanzo di uno statista inglese, 1884.